# 15231 Ehdita
15231 Ehdita (1987 RO5) là một tiểu hành tinh nằm phía ngoài của vành đai chính được phát hiện ngày 4 tháng 9 năm 1987 bởi L. V. Zhuravleva ở Đài vật lý thiên văn Crimean.